# Darin Brooks
Pour les articles homonymes, voir Brooks.
Darin Lee Brooks né le 27 mai 1984 à Honolulu est un acteur américain. Il est connu pour son rôle de Max Brady dans Des jours et des vies et d'Alex Moran dans Blue Mountain State.

## Vie personnelle
Darin Brooks est né et a grandi à Honolulu, Hawaii, avec ses parents Don et Susan Brooks. Il est allé à l'école au lycée Kaiser, et a obtenu son diplôme en 2002. Brooks aime le surf, le skateboard, le football, le soccer et jouer au baseball. Il aime aussi jouer de la guitare, guitare basse et batterie. Il avait l'habitude de jouer dans un groupe de rock au lycée. Brooks a des origines polonaises, belges, norvégiennes et irlandaise. Il annonce son mariage avec l'actrice Kelly Kruger, en 2016. Il mesure 1,78 m. Il annonce la grossesse de Kelly en juin 2019. Elle accouche le 22 septembre 2019 d'une fille prénommée Everleigh Jolie.

## Carrière d'acteur
Brooks a commencé le rôle d'acteur grâce au théâtre de son école secondaire. Il en sort tellement transformé, qu'il déménage à Los Angeles, pour prendre plus de cours de comédie. Deux ans après le déménagement, il apparaît en vedette sur NBC avec la série Des jours et des vies, dans le rôle de Max Brady. Il a été ensuite pris par Spike TV pour jouer dans la série Blue Mountain State dans le rôle d'Alex Moran. En juillet 2013, il obtient le rôle de Wyatt Spencer dans Amour, Gloire et Beauté.

## Filmographie

### Cinéma
- 2002 : Blue Crush de John Stockwell
- 2004 : La Grande Arnaque (The Big Bounce) de George Armitage

### Télévision

#### Séries télévisées
- 2005-2011 : Des jours et des vies : Max Brady
- 2010 : Miss Behave (8 épisodes) : M. Blake Owens
- 2010-2011 : Blue Mountain State (saisons 1-2-3) : Alex Moran
- 2011 : Les Experts : Miami (saison 9, épisode 11) : Ian Kaufman
- 2011 : Castle (saison 3, épisode 20) : Nick Jr.
- 2013-2023 : Amour, Gloire et Beauté (The Bold and the Beautiful) : Wyatt Spencer
- 2013 : Bloomers (saison 2, épisodes 3 & 10) : Ryan
- 2013-2014 : Super Fun Night (saison 1, épisodes 4 & 11) : Jason
- 2017 : 2 Broke Girls (saison 6, épisode 20) : Frank

#### Téléfilms
- 2012 : L'amour fait sa loi (The Sever Year Hitch) de Bradford May : Kevin
- 2012 : Liars All de Brian Brightly : Brax
- 2012 : Bad Girls de John Dahl : Benny
- 2016 : Blue Mountain State: The Rise of Thadland de Lev L. Spiro : Alex Moran
- 2017 : Un mariage plus que parfait (Groomzilla) de Bradford May : Tucker Brennan
- 2019 : La sœur disparue (The Missing Sister) de Craig Goldstein : Frank
- 2020 : Gold Dust de David Wall : Winters
- 2020 : Un assassin dans ma famille (DNA Killer) de Lisa France : Will

### Courts métrage
- 2005 : Staring at the Sun de Toby Wilkins : un fumeur
- 2010 : Spotlight de Peter Paul Basler : Austin Pembelton
- 2012 : Choices de Ryan Miningham : Jeff Hayes
- 2015 : Overexposed de Mike Manning : Tucker Bailey

## Distinctions
- Daytime Emmy Awards 2009 : Meilleur jeune acteur dans une série télévisée dramatique pour Des jours et des vies (2005-2011).

### Nominations
- Daytime Emmy Awards 2008 : Meilleur jeune acteur dans une série télévisée dramatique pour Des jours et des vies (2005-2011).
- 2020 : Soap Hub Award de l'acteur préféré dans une série télévisée dramatique pour Des jours et des vies (2005-2011).
- 48e cérémonie des Daytime Emmy Awards 2021 : Meilleur acteur dans un second rôle dans une série télévisée dramatique pour Les Feux de l'amour (2013-).
- 2021 : Soap Hub Award de l'acteur préféré dans une série télévisée dramatique pour Des jours et des vies (2005-2011).